# Quello che non si vede
Quello che non si vede è un singolo del cantautore italiano Nesli, pubblicato il 19 giugno 2015 come quarto estratto dall'ottavo album in studio Andrà tutto bene.